# Restrições de integridade
Restrições de integridade são usados para garantir a exatidão e a consistência dos dados em uma Banco de dados relacional. Ou seja, garantir que dados representem assertivamente a realidade modelada. A integridade dos dados é tratada nas bases de dados através do conceito de integridade relacional e é garantida pelo próprio SGBD. 
Existem vários tipos de restrições de integridade.
Codd, inicialmente definiu 2 tipos de restrições, mas na sua segunda versão do modelo relacional ele definiu 5 tipos de restrições de integridade:
O domínio indica os possíveis valores de um atributo. A integridade de domínio verifica se os dados são do tipo permitido (alfanumerico, numerico,etc), tamanho do campo, se ele pode ser nulo ou não. 
Por exemplo, é possível definir que um atributo "idade" de um funcionário é sempre um valor inteiro positivo.
- Restrição de Chave

Impede que uma chave primária se repita. Um campo chave primária diferencia de forma única os registros (linhas) de uma relação (tabela).
- Restrição de Domínio

Definir o conjunto de valores possíveis ou permitidos que um campo pode ter.
- Integridade de vazios

Verifica se um campo pode ou não receber valor NULL. Sub-item da integridade de domínio.
- Integridade Referencial

Uma chave estrangeira de uma relação tem que coincidir com uma chave primária da sua tabela "pai" a que a chave estrangeira se refere. Ou seja, não só deve existir o atributo (campo), como também, o valor referenciado.
- Integridade da coluna

Determina os valores aceitos para a respectiva coluna.
- Integridade definida pelo utilizador

A integridade definida pelo usuário permite definir regras comerciais que não se encaixam em outras categorias de integridade. Todas as categorias de integridade oferecem suporte à integridade definida pelo usuário.
- Violação da integridade referencial

Existe violação da integridade referencial quando a chave externa não coincide com a chave primária da sua tabela “pai”.